# Gilberto da Silva Melo
Gilberto da Silva Melo (Rio de Janeiro, 25 de abril de 1976) é um comentarista esportivo e ex-futebolista brasileiro que atuava como lateral-esquerdo ou meio-campista.
Pela Seleção Brasileira, disputou as Copas do Mundo FIFA de 2006 e de 2010, ambas como reserva. Seus irmãos, Nélio, Nilberto, Nenei e Edmílson, também foram jogadores.
Em novembro de 2022 foi anunciado como um dos comentaristas da equipe da CazéTV, canal do YouTube do streamer Casimiro. Ao lado de ex-jogadores como Denílson, Emerson e Júnior Baiano, Gilberto estreou como comentarista na Copa do Mundo de 2022, realizada no Catar.

## Carreira

### Início
Em 1993, então com 17 anos, jogou a Copa Rio Sul de Futsal, ajudando a equipe de Barra do Piraí a sagrar-se campeã, inclusive marcando o gol do título. Neste mesmo ano migrou para o futebol de campo e profissionalizou-se pela equipe do America-RJ, clube pelo qual jogou algumas partidas em 1994 e 1995.

### Flamengo e Cruzeiro
Ainda em 1995 se transferiu para o Flamengo e, no início de 1996, era o titular da lateral-esquerda do clube rubro-negro. Contudo, na metade daquela mesma temporada acabou perdendo sua posição para Athirson. Quando o mesmo foi negociado com o Santos, em 1998, Gilberto retomou sua condição de titular absoluto. Entretanto, acabou não ostentando esta posição por muito tempo, visto que ele mesmo logo seria negociado com o Cruzeiro.

### Internazionale
Em 1999 teve sua primeira chance no futebol europeu. Seu destino foi a Internazionale, tradicional clube de Milão. A experiência, porém, não deu muito certo: Gilberto realizou apenas três jogos pela equipe italiana.

### Vasco da Gama
Retornou ao Brasil um ano mais tarde, desta vez vestindo a camisa do Vasco da Gama. No Gigante da Colina, teve a oportunidade de jogar ao lado de craques como Romário, Juninho Paulista e Juninho Pernambucano. Em 2000, o clube cruzmaltino sagrou-se campeão da Copa João Havelange e da Copa Mercosul. Uma contusão, porém, impossibilitou Gilberto de participar destas conquistas, não tendo jogado nenhuma partida em ambas competições. No total pelo clube carioca, o jogador atuou em 92 partidas e marcou 12 gols.

### Grêmio e São Caetano
Posteriormente, ainda no Brasil, Gilberto foi contratado pelo Grêmio em janeiro de 2002 e atuou na equipe gaúcha por duas temporadas. Deixou o Tricolor em janeiro de 2004, quando foi para o São Caetano.

### Hertha Berlim
Em julho de 2004 foi contratado Hertha Berlim, da Alemanha. Gilberto, que já atuava no meio-campo e vivia grande fase, firmou-se na função de meia-armador e ganhou destaque no futebol europeu. Foi também por volta desta época que passou a ser constantemente convocado para a Seleção Brasileira.

### Tottenham
Após três anos no Hertha Berlim, Gilberto foi contratado pelo Tottenham no dia 31 de janeiro de 2008. No entanto, após uma péssima passagem pela Inglaterra, teve seu contrato rescindido em maio de 2009. O brasileiro chegou a afirmar que gostaria de voltar ao Brasil e defender o Grêmio pela segunda vez, pois havia tido sucesso em sua primeira passagem.

### Retorno ao Cruzeiro
No dia 17 de julho de 2009, Gilberto retornou ao Cruzeiro, clube que também já havia defendido. Em seu retorno a Raposa, o lateral-esquerdo conquistou apenas um título, o Campeonato Mineiro de 2011. Jogando principalmente no meio-campo, Gilberto ajudou o Cruzeiro a ser vice-campeão brasileiro em 2010 e a ser o primeiro lugar geral da fase de grupos na Libertadores de 2011.

### Vitória
Foi anunciado como reforço do Vitória no dia 20 de setembro de 2011.

### América Mineiro e aposentadoria
No ano seguinte foi contratado pelo América Mineiro para a disputa do Campeonato Brasileiro da Série B de 2012. Após o fim da competição, em dezembro de 2012 ele anunciou sua aposentadoria para se dedicar ao marketing esportivo.

### America-RJ
No entanto, optou por voltar aos gramados pra encerrar carreira no clube que o revelou, o America-RJ. Logo em seguida ele desapareceu, deixando a equipe no dia 12 de fevereiro de 2014. Gilberto não compareceu aos treinamentos depois que o clube rompeu o contrato com a ODG Sports.

### Araxá
No dia 28 de fevereiro de 2014, acertou com o Araxá. Foi firmado no seu contrato que ele chegou para supervisionar a base e também podia jogar, reforçando a equipe em caso de classificação no Campeonato Mineiro - Segunda Divisão.

## Seleção Nacional
Vestindo a camisa amarela da Seleção Brasileira, participou das conquistas da Copa das Confederações de 2005 e da Copa América de 2007. Além disso, integrou a equipe brasileira que disputou a Copa do Mundo de 2006 na Alemanha; na ocasião, foi reserva de Roberto Carlos.
No dia 9 de fevereiro de 2010, o técnico Dunga o convocou para atuar na lateral-esquerda, durante o último amistoso da Seleção antes da Copa do Mundo que seria realizada na África do Sul. Assim, Gilberto integrou o elenco brasileiro que disputou a Copa do Mundo de 2010; na ocasião, foi reserva de Michel Bastos.

## Títulos

### Futsal
Barra do Piraí
- Copa Rio Sul de Futsal: 1993[20]

### Futebol
Flamengo
- Taça Guanabara: 1996
- Taça Rio: 1996
- Campeonato Carioca: 1996
- Copa Ouro: 1996
- Taça 15 anos do SBT: 1996
- Torneio Quadrangular de Brasília: 1997
- Copa dos Campeões Mundiais: 1997
- Copa Rede Bandeirantes: 1997

Cruzeiro
- Campeonato Mineiro: 1998 e 2011

Vasco da Gama
- Copa Mercosul: 2000
- Campeonato Brasileiro: 2000
- Taça Guanabara: 2000
- Taça Rio: 2001

São Caetano
- Campeonato Paulista: 2004

Seleção Brasileira
- Copa das Confederações FIFA: 2005
- Copa América: 2007